# 福島県道266号南海老鹿島線
福島県道266号南海老鹿島線（ふくしまけんどう266ごう みなみえびかしません）は、福島県南相馬市鹿島区を通る一般県道である。

## 路線概要
- 起点：南相馬市鹿島区南海老字大森
- 終点：南相馬市鹿島区鹿島字北畑
- 総延長：3.320km[1]
  - 実延長：総延長に同じ
- 路線認定年月日：1959年8月31日[2]

鹿島区中心部と東部の沿岸部をほぼ一直線に東西に結ぶ路線である。

## 通過する自治体
- 南相馬市

## 接続・交差する道路
- 福島県道74号原町海老相馬線（鹿島区南海老字大森 起点）
- 国道6号（鹿島区鹿島字北田（鹿島交差点）終点）